# 第86屆國家評論協會獎
第86屆國家評論協會獎

最佳影片: 
至暴之年
第86屆美國國家評論協會，表揚在2014年的最佳電影作品，頒獎日期為2014年12月2日。

## 十大佳片
- 至暴之年
- 美國狙擊手
- 鳥人
- 少年時代
- 怒火特攻隊
- 消失的愛人
- 模仿游戏
- 性本恶
- 樂高玩電影
- 夜行者
- 坚不可摧

## 五大外語片
- 游客
- 離婚風暴
- 利维坦
- 两天一夜
- 我们是最棒的

## 五大紀錄片
- Art and Craft
- 佐杜洛夫斯基的沙丘
- Keep On Keepin' On
- The Kill Team
- 在越南最後的日子

## 十大獨立影片
- Blue Ruin
- 失控
- 諜報風雲
- 特纳先生
- Obvious Child
- The Skeleton Twins
- 末日列車
- Stand Clear of the Closing Doors
- Starred Up
- 我想念我自己

## 獲獎名單
最佳影片
- 至暴之年

最佳導演
- 克林·伊斯威特，美國狙擊手

最佳男主角(並列)
- 奥斯卡·伊萨克，至暴之年
- 米高·基頓，鳥人

最佳女主角
- 茱莉安·摩爾，我想念我自己

最佳男配角
- 爱德华·诺顿，鳥人

最佳女配角
- 杰西卡·查斯坦，至暴之年

最佳原創劇本 
- 菲爾·洛德與克里斯多福·米勒，樂高玩電影

最佳改編劇本
- 保羅·湯瑪斯·安德森，性本恶

最佳動畫片
- 驯龙高手2

突破演出男主角獎
- 傑克·奧康奈爾，Starred Up、坚不可摧

最佳首部導演作品 
- Gillian Robespierre，Obvious Child

最佳外語片
- 荒蛮故事

最佳紀錄片
- 生活本身

電影歷史威廉艾佛森獎 
- Scott Eyman

最佳整體演出
- 怒火特攻隊

聚光燈獎 
- 基斯·洛克負責編寫、導演、演出 Top Five.

自由言論獎
- Rosewater
- 塞尔玛游行

## 外部連結
- 國家評論協會官方網站 （页面存档备份，存于）